# Gottfried Galston

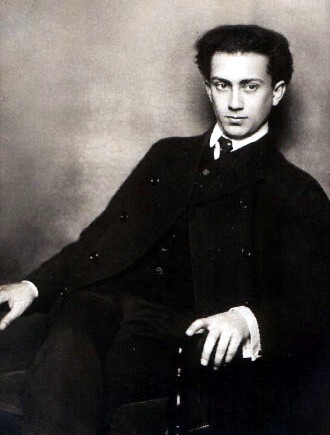
Gottfried Galston auf einer Fotografie von Nicola Perscheid.

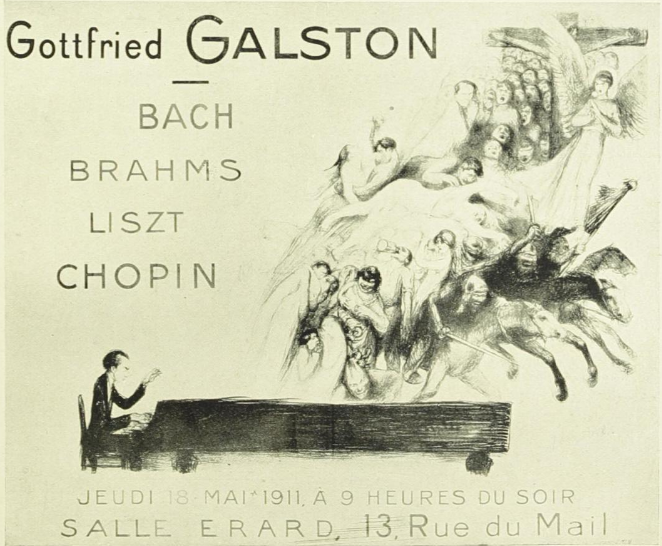
Galston spielt 1911 im Salle Érard. Plakat von Jean Veber

Gottfried Galston (* 31. August 1879 in Wien; † 2. April 1950 in St. Louis, Missouri, USA) war ein österreichischer Pianist, Komponist, Musikpädagoge und Musikschriftsteller jüdischer Herkunft.

## Leben
Galston studierte von 1892 bis 1898 am Konservatorium der Gesellschaft der Musikfreunde in Wien. 1899 bis 1900 war er Schüler für Komposition und Klavierspiel am Leipziger Konservatorium bei Salomon Jadassohn und Carl Reinecke. Anschließend studierte er noch einmal vier Jahre Klavier bei Theodor Leschetizky in Wien. Von 1900 an unternahm er sehr erfolgreiche Tourneen durch Australien und Amerika. Seit 1903 lebte er in Berlin, wo er bis 1905 als Lehrer am Stern’schen Konservatorium wirkte. Von 1910 bis 1918 war er mit der russischen Pianistin Sandra Droucker verheiratet. Galston war ein Freund und zeitweise auch der Assistent von Ferruccio Busoni. 1910 bis 1921 lebte er in Planegg bei München. Er unternahm zahlreiche internationale Tourneen. So trat er 1909 in Den Haag, 1911 in Paris, 1912 in Odessa und erneut in Paris, sowie auch in New York auf. 1921 zog er nach Berlin. 1927 wurde er als Professor für Klavier an das St. Louis Institute of Music berufen.

## Werke
- Studienbuch: Bach, Beethoven, Chopin, Liszt, Brahms [nach] Zyklus von 5 Klavier-Abenden, 1907/1908 in London, Paris, Amsterdam, Berlin und Wien. Berlin: Cassirer, 1910.
- Studienbuch 1. J. S. Bach. München: O. Halbreiter, Musikverl., 2. Aufl. 1921.
- Studienbuch 2. L. v. Beethoven. München: O. Halbreiter, Musikverl., 2. Aufl. 1921.
- Studienbuch 3. Fr. Chopin. München: O. Halbreiter, Musikverl., 2. Aufl. 1921.
- Studienbuch 4. Franz Liszt. München: O. Halbreiter, Musikverl., 2. Aufl. 1921.